# Fernando Silva (velocista)
Fernando Silva (nascido em 10 de janeiro de 1952) é um velocista português. Ele competiu nos 400 metros masculinos nos Jogos Olímpicos de Verão de 1972.